# Coppa Italia Dilettanti Basilicata
La Coppa Italia Dilettanti Basilicata è il massimo torneo calcistico ad eliminazione diretta della regione Basilicata. Istituito nel 1991-1992, consente al vincitore di partecipare alla fase nazionale della Coppa Italia Dilettanti.

## Albo d'oro Coppa Italia Eccellenza
Elenco delle vincitrici della fase regionale lucana della Coppa Italia Dilettanti.
| Stagione | Data                  | Luogo                      | Vincitrice               | Finalista                        | Risultato            | Fase Nazionale |
| -------- | --------------------- | -------------------------- | ------------------------ | -------------------------------- | -------------------- | -------------- |
| 1991-92  |                       | Bernalda Melfi Muro Lucano | Melfi                    | Bernalda Murese                  | 5-0 2-0              | 1º Turno       |
| 1992-93  |                       | Marconia                   | Pignola                  | Castelluccio                     | 1-0                  | 1º Turno       |
| 1993-94  |                       | Francavilla in Sinni       | Armento                  | Rotonda                          | 1-0                  | 1º Turno       |
| 1994-95  |                       | Marconia                   | Villa d'Agri             | Avigliano                        | 3-1                  | 1º Turno       |
| 1995-96  | 30/12/1995 03/01/1996 | Villa d'Agri Oppido Lucano | Angelo Cristofaro Oppido | Villa d'Agri                     | 2-0 3-1              | 1º Turno       |
| 1996-97  |                       | Policoro Oppido Lucano     | Policoro                 | Angelo Cristofaro Oppido         | 1-1 1-1 (6-5 d.c.r.) | 1º Turno       |
| 1997-98  |                       | Villa d'Agri Pescopagano   | Pescopagano              | Villa d'Agri                     | 1-2 2-1 (4-3 d.c.r.) | 1º Turno       |
| 1998-99  |                       | Matera Vietri di Potenza   | Materasassi              | Vietri                           | 2-1 4-1              | 1º Turno       |
| 1999-00  |                       | Matera Potenza             | Matera Promos Consult    | Edilceramiche Rossellino Potenza | 2-0 2-3              | 1º Turno       |
| 2000-01  |                       | Policoro                   | Pisticci                 | FC Francavilla                   | 3-1                  | 1º Turno       |
| 2001-02  |                       | Pisticci                   | A.S.C. Potenza           | Ruggiero di Lauria               | 0-0 (4-2 d.c.r.)     | 1º Turno       |
| 2002-03  |                       | Potenza                    | Venosa                   | FC Francavilla                   | 2-1                  | 1º Turno       |
| 2003-04  |                       | Matera                     | Abriola                  | Irsinese                         | 3-0                  | 1º Turno       |
| 2004-05  |                       | Melfi                      | Sporting Genzano         | Atella Monticchio                | 2-0                  | 1º Turno       |
| 2005-06  |                       | Potenza                    | Avigliano                | Ferrandina                       | 1-0                  | 1º Turno       |
| 2006-07  | 24/01/2007            | Marsico Nuovo              | Avigliano                | Sporting Montalbano              | 1-1 (2-1 d.t.s.)     | 1º Turno       |
| 2007-08  | 23/01/2008            | Picerno                    | Irsinese                 | Murese                           | 1-1 (2-1 d.t.s.)     | 1º Turno       |
| 2008-09  | 07/02/2009            | Potenza                    | Murese                   | Ruggiero di Lauria               | 1-0                  | 1º Turno       |
| 2009-10  | 06/01/2010            | Policoro                   | Fortis Murgia            | Real Tolve                       | 3-1                  | 1º Turno       |
| 2010-11  | 29/12/2010            | Potenza                    | Angelo Cristofaro Oppido | Comprensorio Tanagro             | 4-1                  | 1º Turno       |
| 2011-12  | 27/12/2011            | Acerenza                   | Atletico Potenza         | Gaetano Romanelli Valdiano       | 0-0 (1-0 d.t.s.)     | 1º Turno       |
| 2012-13  | 23/12/2012            | Picerno                    | Viggiano                 | Gaetano Romanelli Valdiano       | 2-1                  | 1º Turno       |
| 2013-14  | 07/01/2014            | Rionero in Vulture         | AZ Picerno               | Real Tolve                       | 4-4 (5-4 d.c.r.)     | 1º Turno       |
| 2014-15  | 31/01/2015            | Potenza                    | Vultur Rionero           | Pomarico                         | 0-0 (6-5 d.c.r.)     | 1º Turno       |
| 2015-16  | 27/12/2015            | Picerno                    | Vultur Rionero           | Real Metapontino                 | 0-0 (3-0 d.c.r.)     | 1º Turno       |
| 2016-17  | 30/12/2016            | Picerno                    | Moliterno                | Real Senise                      | 5-2                  | 1º Turno       |
| 2017-18  | 29/12/2017            | Picerno                    | Lagonegro                | Melfi                            | 3-3 (4-2 d.c.r.)     | 1º Turno       |
| 2018-19  | 30/12/2018            | Picerno                    | Grumentum Val d'Agri     | Real Senise                      | 2-0                  | 1º Turno       |
| 2019-20  | 02/01/2020            | Potenza                    | Vultur Rionero           | Lavello                          | 2-0                  | 1º Turno       |
| 2020-21  | Non disputata         | Non disputata              | Non disputata            | Non disputata                    | Non disputata        | Non disputata  |
| 2021-22  | 23/02/2022            | Potenza                    | Melfi                    | Marconia                         | 2-0                  | 1º Turno       |
| 2022-23  | 14/12/2022 30/12/2022 | Brienza Tricarico          | Tricarico Pozzo di Sicar | Brienza                          | 1-0                  | 1º Turno       |
| 2023-24  | 23/12/2023 10/01/2024 | San Cataldo Sant'Arcangelo | Santarcangiolese         | San Cataldo                      | 1-1 1-1 (5-3 d.c.r.) | 1º Turno       |
| 2024-25  | 18/12/2024 22/01/2025 | Pomarico San Cataldo       | San Cataldo              | Pomarico                         | 1-0 0-1 (7-6 d.c.r.) | 1º Turno       |

## Titoli per squadra
| Squadra                  | Titoli | Stagioni                  |
| ------------------------ | ------ | ------------------------- |
| Vultur Rionero           | 3      | 2014-15, 2015-16, 2019-20 |
| Avigliano                | 2      | 2005-06, 2006-07          |
| Angelo Cristofaro        | 2      | 1995-96, 2010-11          |
| Melfi                    | 2      | 1991-92, 2021-22          |
| Pignola                  | 1      | 1992-93                   |
| Armento                  | 1      | 1993-94                   |
| Sporting Villa d'Agri    | 1      | 1994-95                   |
| Policoro                 | 1      | 1996-97                   |
| Pescopagano              | 1      | 1997-98                   |
| Materasassi              | 1      | 1998-99                   |
| Matera Promos C.         | 1      | 1999-00                   |
| Pisticci                 | 1      | 2000-01                   |
| A.S.C. Potenza           | 1      | 2001-02                   |
| Venosa                   | 1      | 2002-03                   |
| Abriola                  | 1      | 2003-04                   |
| Sporting Genzano         | 1      | 2004-05                   |
| Irsinese                 | 1      | 2007-08                   |
| Murese Aurora            | 1      | 2008-09                   |
| Fortis Murgia            | 1      | 2009-10                   |
| Atletico Potenza         | 1      | 2011-12                   |
| Viggiano                 | 1      | 2012-13                   |
| AZ Picerno               | 1      | 2013-14                   |
| Moliterno                | 1      | 2016-17                   |
| Lagonegro                | 1      | 2017-18                   |
| Grumentum Val d'Agri     | 1      | 2018-19                   |
| Tricarico Pozzo di Sicar | 1      | 2022-23                   |
| Santarcangiolese         | 1      | 2023-24                   |
| San Cataldo              | 1      | 2024-25                   |

## Albo d'oro Coppa Italia Promozione
| Stagione | Data                  | Luogo                    | Vincitrice      | Finalista        | Risultato            |
| -------- | --------------------- | ------------------------ | --------------- | ---------------- | -------------------- |
| 2015-16  | 06/01/2016            | Viggiano                 | Real Senise     | Tursi Rotondella | 1-1 (2-1 d.t.s.)     |
| 2016-17  | 25/04/2017            | Viggiano                 | Rotonda         | Ferrandina       | 1-1 (4-3 d.c.r.)     |
| 2017-18  | 07/01/2018            | Viggiano                 | Ferrandina      | Bella            | 4-0                  |
| 2018-19  | 06/03/2019            | Tito                     | Brienza         | Atletico Lauria  | 2-1                  |
| 2019-20  | 28/12/2019            | Rionero in Vulture       | Oraziana Venosa | Oppido           | 2-0                  |
| 2020-21  | Non disputata         | Non disputata            | Non disputata   | Non disputata    | Non disputata        |
| 2021-22  | 07/05/2022            | Rionero in Vulture       | Città dei Sassi | San Cataldo      | 2-0                  |
| 2022-23  | 08/12/2022 29/12/2022 | Avigliano Sant'Arcangelo | San Cataldo     | Santarcangiolese | 2-2 1-0              |
| 2023-24  | 23/12/2023 17/01/2024 | Melfi Avigliano          | Melfi           | Avigliano        | 1-0 0-1 (1-2 d.t.s.) |
| 2024-25  | 18/12/2024 29/01/2025 | Lavello Policoro         | Policoro        | Sporting Lavello | 1-1 4-0              |